# Żeglarstwo na Letniej Uniwersjadzie 2011
Żeglarstwo na Letniej Uniwersjadzie 2011 zostało rozegrane w dniach 16–21 sierpnia 2011. Do rozdania było 9 kompletów medali. Areną zmagań zawodników i zawodniczek była Shenzhen Maritime Sports Base & Maritime Sports School.

## Tabela medalowa
| Klasyfikacja medalowa |                   |       |        |      |       |
| Pozycja               | Państwo           | Złoto | Srebro | Brąz | Razem |
| 1                     | Chiny             | 5     | 0      | 0    | 5     |
| 2                     | Rosja             | 2     | 1      | 2    | 5     |
| 3                     | Stany Zjednoczone | 1     | 1      | 0    | 2     |
| 4                     | Chorwacja         | 1     | 0      | 0    | 1     |
| 5                     | Japonia           | 0     | 1      | 2    | 3     |
| 6                     | Brazylia          | 0     | 1      | 1    | 2     |
| 6                     | Polska            | 0     | 1      | 1    | 2     |
| 8                     | Australia         | 0     | 1      | 0    | 1     |
| 8                     | Niemcy            | 0     | 1      | 0    | 1     |
| 8                     | Singapur          | 0     | 1      | 0    | 1     |
| 11                    | Francja           | 0     | 0      | 1    | 1     |
| 11                    | Korea Południowa  | 0     | 0      | 1    | 1     |
| Razem                 | Razem             | 9     | 8      | 8    | 25    |

## Medaliści

### Mężczyźni
| Konkurencja: | Złoto:          | Srebro:          | Brąz:               |
| Laser        | Danijel Mihelic | Malte Kamrath    | Siergiej Komissarow |
| RSX          | Fang Zhennan    | Łukasz Grodzicki | Lee Tae-hoon        |

### Kobiety
| Konkurencja: | Złoto:           | Srebro:                | Brąz:                 |
| Laser Radial | Zhang Dongshuang | Victoria Jing Hua Chan | Jewgienija Kuzniecowa |
| RSX          | Chen Peina       | Megumi Komine          | Małgorzata Białecka   |

### Open
| Konkurencja: | Złoto:                                  | Srebro:                                  | Brąz:                                       |
| 470          | Rosja · Władimir Czaus · Denis Gribanow | Brazylia · Fabio Silva · Gustavo Thiesen | Japonia · Erika Tokushige · Jumpei Hokazono |

### Drużynowo
| Konkurencja:         | Złoto:                                                                        | Srebro:                                                                                               | Brąz:                                                                                  |
| 470                  | Rosja · Władimir Czaus · Denis Gribanow · Alisa Kiriliuk · Liudmiła Dmitriewa | Stany Zjednoczone · Perry Emsiek · Scott Furnary · Zeke Horowitz · Alyssa Aitken                      | Brazylia · Gustavo Thiesen · Fabio Silva · Isabel Swan · Martine Grael                 |
| Laser                | Stany Zjednoczone · Colin Smith · Frederick Strammer · Elizabeth Barry        | Australia · Alexandra Jane South · Tristan Brown · James Burman                                       | Francja · Mathilde De Kerangat · Jules Ferrer · Antony Munos                           |
| T293 (Windsurfing)   | Chiny · Xie Lidiao · Chen Zhiwei                                              | – | –                                                                                      |
| Klasyfikacja narodów | Chiny · Chen Zhiwei · Fang Chennan · Xie Lidiao · Zhang Dongshuang            | Rosja · Władimir Czaus · Liudmiła Dmitriewa · Denis Gribanow · Alisa Kiriliuk · Jewgienija Kuzniecowa | Japonia · Jumpei Hokazono · Megumi Iseda · Megumi Komine · Jun Ogawa · Erika Tokushige |